# Елігюв
Елігюв (пол. Eligiów) — село в Польщі, у гміні Сульмежиці Паєнчанського повіту Лодзинського воєводства.
Населення — 170 осіб (2011).
У 1975-1998 роках село належало до Пйотрковського воєводства.

## Демографія
Демографічна структура станом на 31 березня 2011 року:
|          | Загалом | Допрацездатний вік | Працездатний вік | Постпрацездатний вік |
| -------- | ------- | ------------------ | ---------------- | -------------------- |
| Чоловіки | 78      | 11                 | 57               | 10                   |
| Жінки    | 92      | 19                 | 47               | 26                   |
| Разом    | 170     | 30                 | 104              | 36                   |